# Dux Germaniae primae

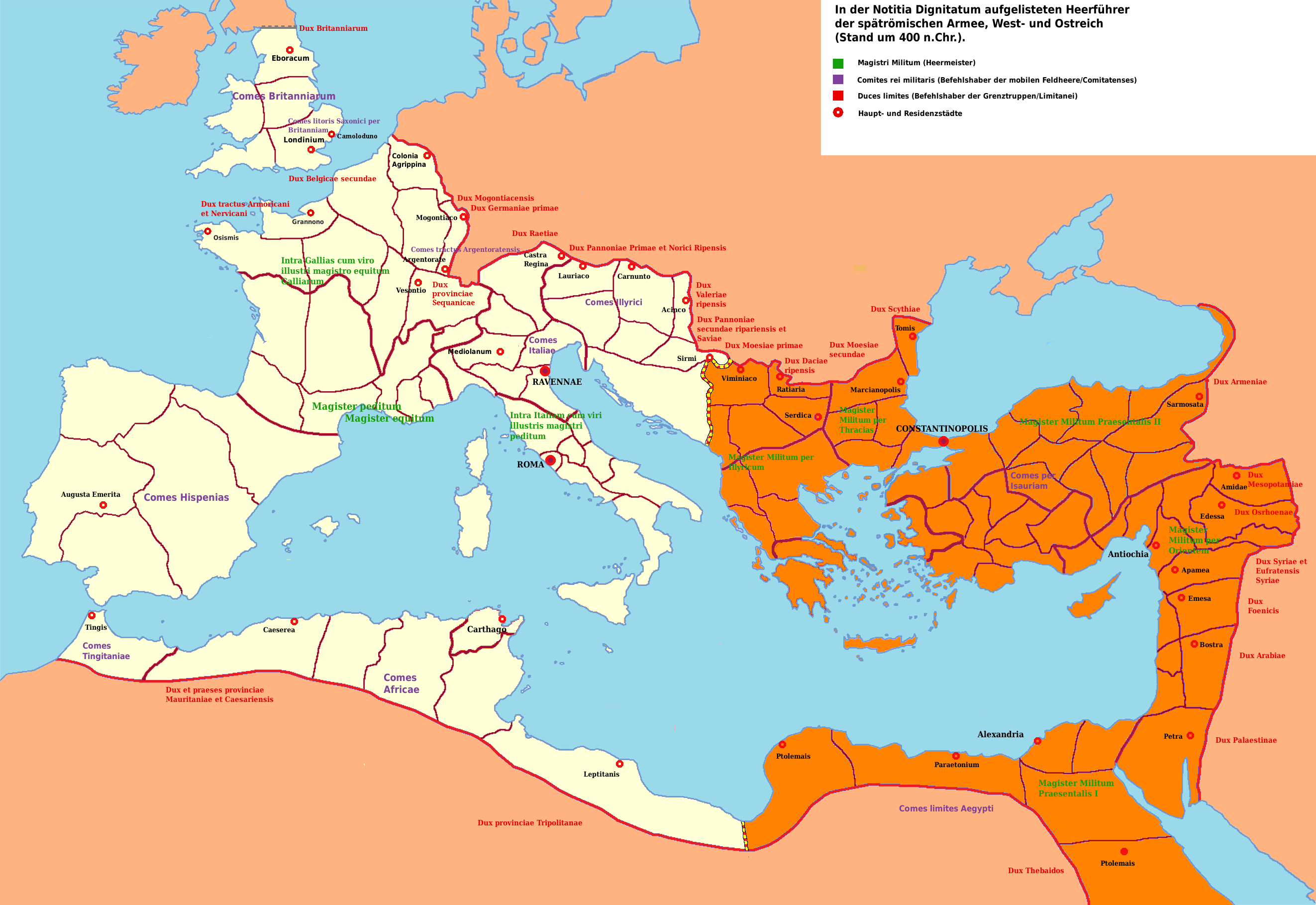
Heerführer der Comitatenses und Limitanei im 5. Jahrhundert n. Chr.

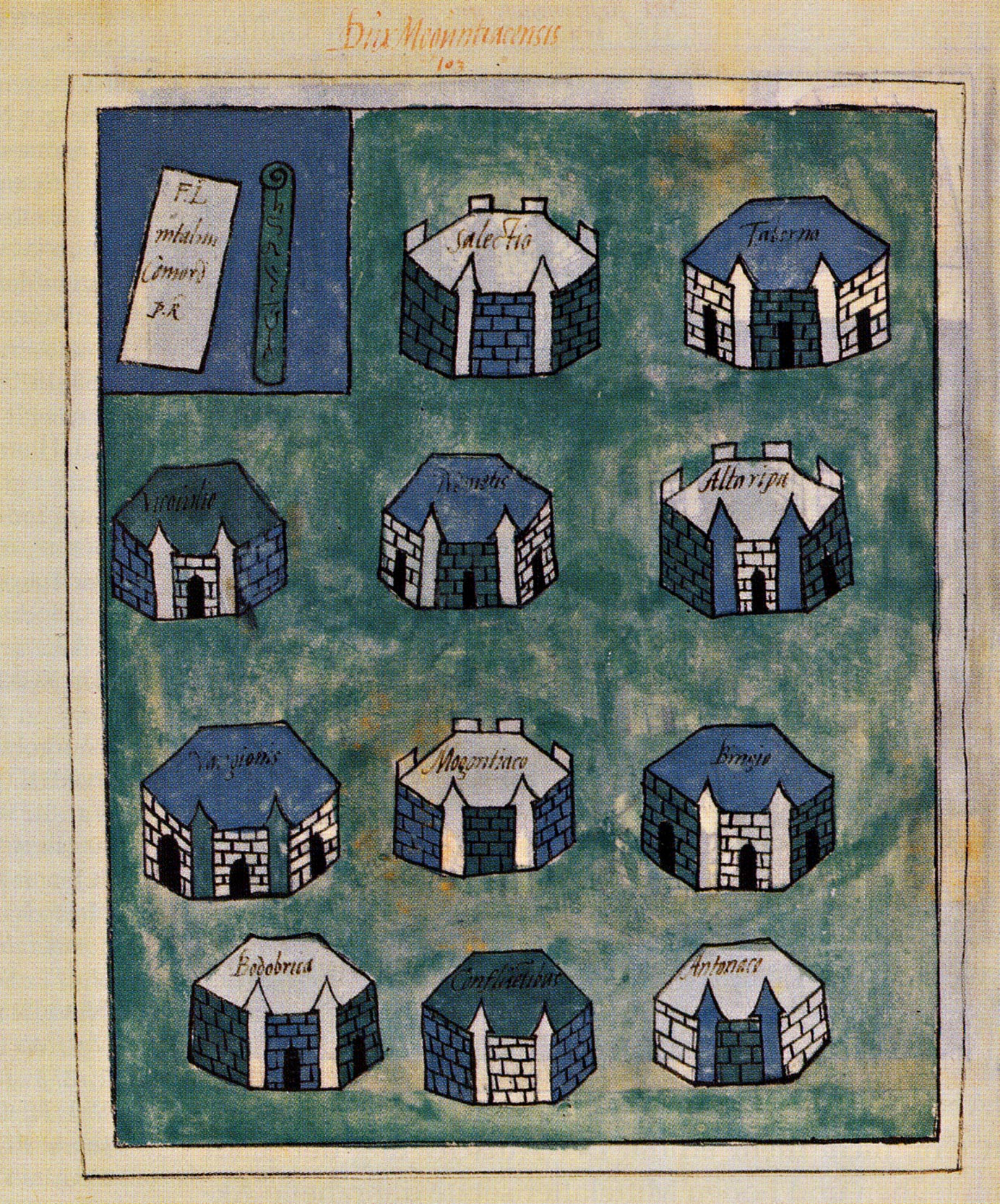
Notitia Dignitatum: Kastelle und Festungsstädte des Dux Mogontiacensis die ursprünglich wohl unter dem Kommando des Dux Germaniae primae gestanden hatten, Salectium (Saletium, Seltz), Tabernae (Rheinzabern), Vicus Iulius (Germersheim), Nemetum (Speyer), Altaripa (Altrip), Vangionum (Civitas Vangionum, Worms), Mogontiacum (Mainz), Bingium (Bingen), Bodobrica (Boppard), Confluentes (Koblenz) und Antonaco (Antunnacum, Andernach)

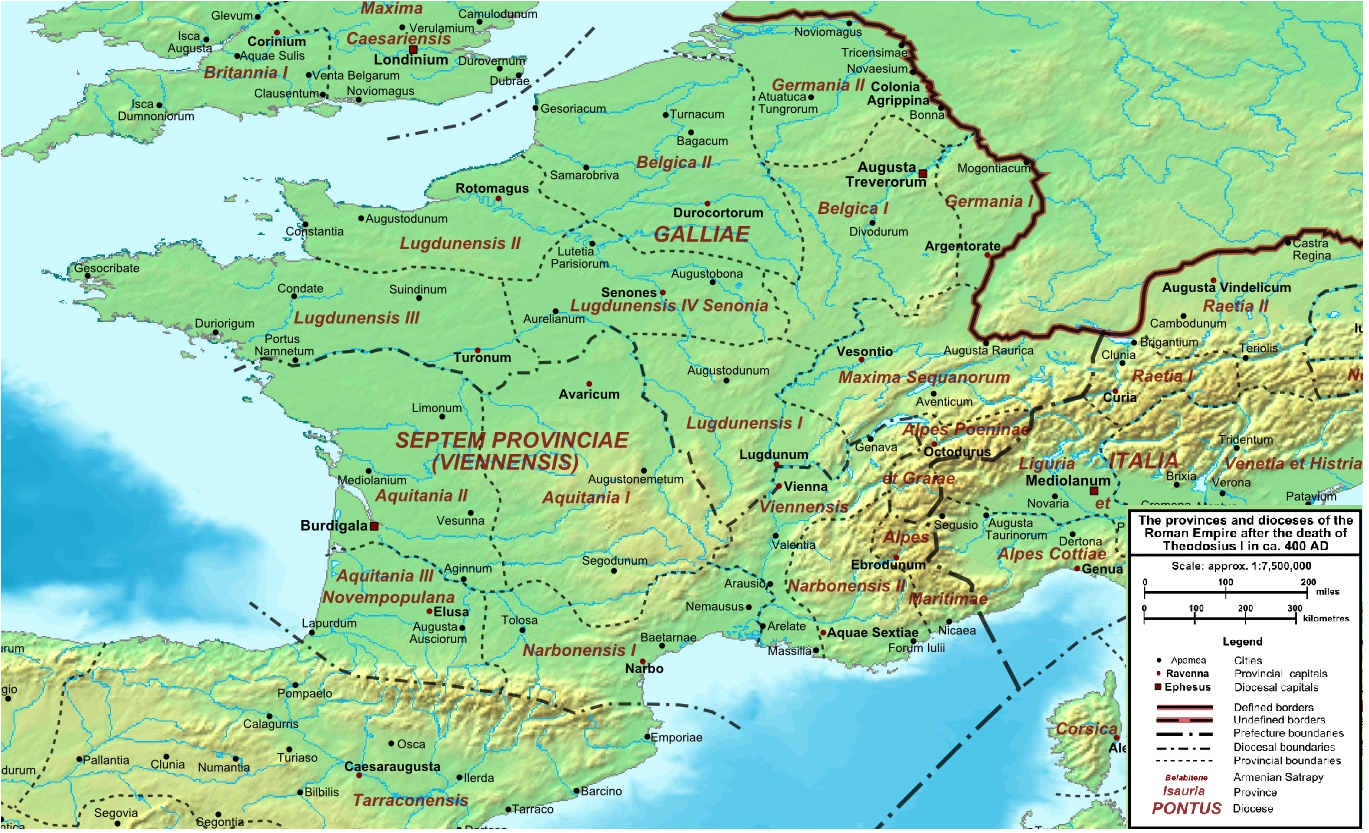
Die spätantiken Provinzen in Gallien und Germanien (400 n. Chr.)

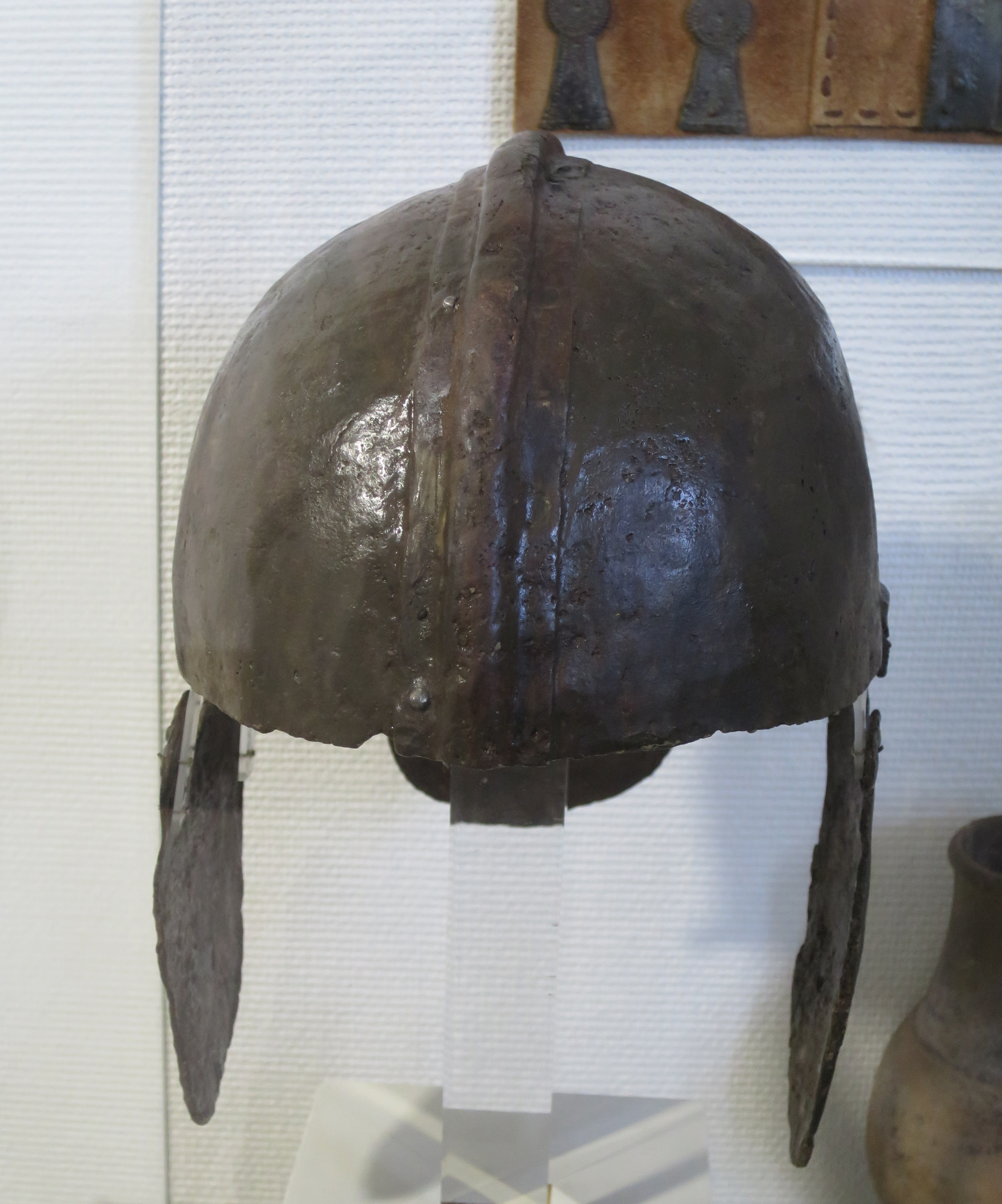
Spätrömischer Kammhelm, Typ Intercisa II, Museum im Andreasstift, Worms

Der Dux Germaniae primae (wörtlich: „Heerführer der Germania I“) war ein hoher Offizier in der spätantiken Armee des Weströmischen Reiches und Oberkommandierender der in der Provinz Germania prima stationierten Limitaneieinheiten.
Namentlich bekannte Duces:
- Arator (seit 368)
- Hermogenes (zwischen 369 und 372)
- Florentius (zwischen 369 und 372)[1]

## Definition, Funktion und Kommandobereich
Er unterstand direkt dem Magister peditum (Oberbefehlshaber der Infanterie) und dem Magister equitum (Oberbefehlshaber der Kavallerie). Am kaiserlichen Hof zählte ein Dux limitis – seit Valentinian I. – zur zweiten senatorischen Rangklasse der viri spectabiles.
Der Dux hatte nur für den militärischen Schutz des Grenzabschnitts in der Germania I zu sorgen. Eine Oberaufsicht über die zivile Verwaltung stand ihm – trotz seines gegenüber dem Consularis Germaniae primae höheren Ranges – nicht zu. Ihm unterstehen auch nur die in seinem Amtsbereich fix stationierten Limitanei/Riparienses und eventuell vorhandene Flotteneinheiten, nicht aber die zeitweilig in seinem Abschnitt liegenden Comitatenses. Der Befehlsbereich des Dux umfasste höchstwahrscheinlich die Rheingrenze zwischen Seltz und Andernach.

## Entwicklung
Im Zuge der Reichsreform des Diokletian gingen aus der Germania superior um 297 zwei neue Provinzen hervor, Germania I und Maxima Sequanorum. Da die militärischen Agenden von den zivilen streng getrennt worden waren, wurden, wie auch andernorts üblich, die dort stationierten Grenztruppen zwei Duces unterstellt, dem Dux Germaniae primae und dem Dux provinciae Sequanicae. Ersterer hatte sein Hauptquartier vermutlich in der Provinzhauptstadt Mogontiacum/Mainz.
Die Germania prima wurde zwischen 394 und 423 in zwei Militärbezirke unterteilt: in den des 
- Comes tractus Argentoratensis (HQ Argentorate/Straßburg) und der des
- Dux Mogontiacensis (HQ Mogontiacum).

Das Amt ist nur aus der westlichen Notitia Dignitatum bekannt. Er scheint dort in der Liste der Dux limites, Kapitel I und noch einmal in der Überschrift des Kapitels XXXIX auf. Die Nachverfolgung seines Werdegangs gestaltet sich mangels anderer zeitgenössischer Quellen äußerst schwierig und ist zum großen Teil reine Spekulation. Es könnte sein, dass der Dux Germania I um 421 durch den Dux Mogontiacensis ersetzt wurde. Insgesamt betrachtet stellt sich aus heutiger Sicht die damalige militärische Situation am Ober- und Mittelrhein ziemlich unklar dar. Möglich wäre, dass sich die Zuständigkeitsbereiche der dort eingesetzten Kommandeure auch überschnitten. Es ist somit nicht sicher, welche duces zum fraglichen Zeitpunkt dort noch das Sagen hatten.
- Johann Ernst Christian Schmidt vertrat im frühen 19. Jahrhundert die Auffassung, dass der Dux der Germania I mit dem Dux Mogontiacensis identisch gewesen sei. Er vermutete, dass die Ortsbezeichnung des letzteren ursprünglich von den Verfassern nur als Randnotiz – zur geographischen Orientierung – gesetzt und dann als einzige von den Kopisten in die mittelalterliche Abschrift übernommen worden sei.[6]
- Denis van Berchem ist der Ansicht, dass der Mainzer Dukat, nach der Niederwerfung des Usurpators Eugenius, im Zuge einer Inspektionsreise des westlichen Heermeisters Stilicho gegen Ende des 4. Jahrhunderts eingerichtet wurde. Der Comes übernahm, zusammen mit dem Dux, die Verteidigung des Abschnittes des entweder abgesetzten oder nicht mehr handlungsfähigen Dux der Germania I.[7]
- Nach Ralf Scharf wäre es auch möglich, dass es sich bei dem im Kapitel I der Notitia verzeichneten Dux Germaniae primae in Wirklichkeit um den Befehlshaber der Germania secunda (Niederrhein) handelte. Der Heerführer dieses nicht unbedeutenden Grenzabschnittes wird nirgendwo in der Notitia Dignitatum Occidentalis erwähnt. Die fehlende Truppenliste im Kapitel XXXIX wurde entweder in der Spätantike nicht mehr rechtzeitig fertiggestellt oder von den mittelalterlichen Kopisten aus unbekannten Gründen nicht berücksichtigt.[8]

## Truppen und Verwaltungsstab
Die Truppenliste und Zusammensetzung seines Verwaltungsstabes wurden in der westlichen Notitia oder anderen antiken Quellen nicht überliefert. Vermutlich deckten sie sich weitgehend mit denen des Dux Mogontiacensis.